# Grande Pierre (Louzouer)
Pour les articles homonymes, voir Grande Pierre.
La Grande Pierre, appelée également Pierre de Minuit, est un menhir situé à Louzouer, dans le département du Loiret, en France.

## Localisation
La Grande pierre de Louzouer est située sur le territoire de la commune de Louzouer, dans le Loiret, à environ 4 km à l'ouest du bourg, 1 km au sud de l'A19, à la limite de la commune de Griselles.

## Description
La Grande pierre de Louzouer est un menhir de 4,20 m de haut. Sa partie ouest est en grès tandis que sa partie Est est en poudingue.

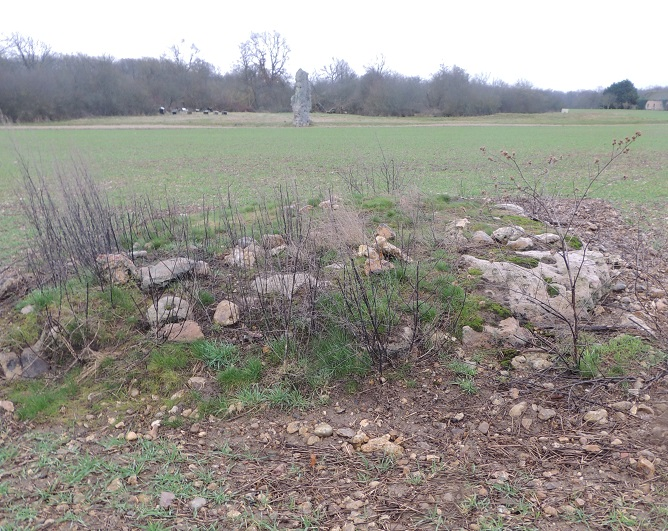
La Grande Pierre et une dalle à environ 40 m à l'Ouest.
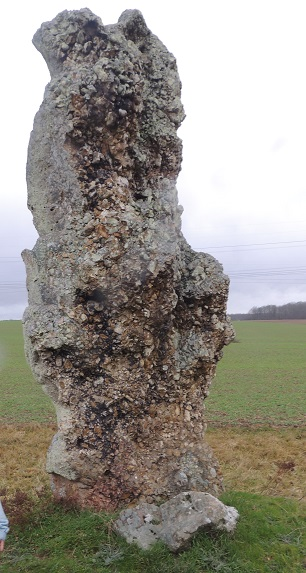
La Grande Pierre coté Est.

## Protection
Le menhir a été inscrit aux monuments historiques par arrêté du 1er juillet 1983.

## Folklore
Ce menhir a aussi été appelé menhir de la Chaise car il était présumé apporter la fécondité recherchée par les femmes si elles le chevauchaient en son sommet, sur la partie en forme de chaise